# Gerhard Grützke
Gerhard Grützke (* 5. Juni 1908 in Berlin; † 30. Juli 1981 ebenda) war ein deutscher Politiker (SPD).
Grützke besuchte eine Oberrealschule und machte von 1924 bis 1927 eine kaufmännische Lehre an der IHK Berlin. Bereits seit 1923 war er Mitglied der Sozialistischen Arbeiter-Jugend (SAJ), des Reichsbanners Schwarz-Rot-Gold und der SPD, die er 1931 verließ, um sich der Sozialistischen Arbeiterpartei Deutschlands (SAPD) anzuschließen. Grützke arbeitete als Buchhändler. 1940 wurde er von der Wehrmacht eingezogen und geriet schließlich in die Kriegsgefangenschaft.
Nach dem Zweiten Weltkrieg trat Grützke 1945 wieder der SPD bei. Von 1953 bis 1961 war er Landesvorsitzender der Gewerkschaft Handel, Banken und Versicherungen (HBV). Bei der Berliner Wahl 1954 wurde er in die Bezirksverordnetenversammlung im Bezirk Tiergarten gewählt. Im Januar 1959 rückte Grützke in das Abgeordnetenhaus von Berlin nach, da Joachim Karnatz in das Bezirksamt Tiergarten gewählt wurde.